# Arbeit und Streben
Arbeit und Streben ist ein Gesellschaftsroman des deutschen Schriftstellers Holger Siemann, der 2006 im Münchener Verlag C. Bertelsmann veröffentlicht wurde.
Der Roman spielt im Frühling 2004 in Görlitz an der deutsch-polnischen Grenze. Im Mittelpunkt der Handlung steht die Familie Schöne und ihre Firma, einst VEB Metallverarbeitung, heute „Schöne Plastik“. Erzählt wird das Geschehen aus den Blickwinkeln von Familienmitgliedern mehrerer Generationen, Mitarbeitern und Nachbarn, mit Rückblenden bis in die Jahre des Zweiten Weltkriegs.

## Inhalt
Großmutter Johanna Schöne betrieb vor der Wende in der Familienvilla einen „etwas anderen“ Kindergarten und setzt seitdem ihre ganze Kraft darein, die Villa denkmalgerecht und standesgemäß wieder herzurichten. Die Vorbereitung der Wieder-Eröffnungs-Party überfordert sie so sehr, dass sie von einem Schlaganfall getroffen wird.
Ihr Mann Friedrich rettete als früherer Direktor den Betrieb vor der Demontage durch die Russen, verwandelte die Privatfirma in einen VEB und stellte in den 60er Jahren die Produktion auf Kunststoffe um. Von den eigenen Mitarbeitern abgesetzt, sucht er seit der Wende nach Erklärungen für sein und des Sozialismus Scheitern.
Tochter Christa hat den Sprung ins kalte Wasser der Marktwirtschaft gewagt und die Firma von der Treuhand (zurück)gekauft. Schwierige Jahre folgten, in denen sie in schlaflosen Nächten Sorgen wälzte und ihr Privatleben auf der Strecke blieb. Nun glaubt sie das Schlimmste überstanden und die Firma in trockenen Tüchern. Nach Jahren des Alleinseins traut sie ihren Gefühlen für den Fußballtrainer Kalle nicht so recht, der sich als trockener Alkoholiker mit eigenen Problemen herumschlägt.
Enkelin beziehungsweise Tochter Cornelia hat in den USA Politik studiert und will Bürgermeisterin ihrer Heimatstadt werden. Die Zeit scheint günstig: Görlitz bewirbt sich als „Kulturhauptstadt Europas“, der polnisch-deutschen Grenzregion steht nach dem Eintritt in die EU eine große Zukunft bevor. Mit der Vergangenheit geht Cornelia offensiv um und bringt Licht in das dunkelste Kapitel der Firmengeschichte, das Zwangsarbeitslager auf dem Firmengelände in der Nazizeit. Am gegenwärtigen politischen Filz der Stadt jedoch beißt sie sich fest.
Christas Bruder Gerhard war Offizier der NVA und unternahm nach der Wende als Partner seiner Schwester und Buchhalter der Firma einen Neustart. Mit abenteuerlichen Finanzkunststücken hat er Klippen umschifft und die Firma mehr als einmal vor dem Konkurs bewahrt. Die jüngste Spekulation mit Aktien aber geht ihm gründlich schief und zwingt ihn zum Offenbarungseid. Die Familie muss die Hilfe einer entfernten Verwandten aus Südafrika, der Transe Eugenia, des schwarzen Schafs der Familie, akzeptieren.
Marek ist Systemadministrator der Firma, stammt aus Polen und ist schwul. Seine Erfindung von biologisch abbaubaren Computertastaturen wird von Familie Schöne nicht als die großartige Zukunftsperspektive gewürdigt, die sie seiner Meinung nach ist. Schon im Begriff, zu kündigen, verliebt er sich in Cornelias Freund Sebastian und bleibt, was das empfindliche Beziehungsgeflecht der Familie noch weiter durcheinanderbringt.
Die verschiedenen Blickwinkel bieten unterschiedliche Interpretationen des Zeitgeschehens und verdeutlichen die schwierigen Lernprozesse bei der Bewältigung des Systemwechsels, der für die frisch gebackene Unternehmerfamilie auch „Kapitalismus lernen“ bedeutete.
Die Erzählweise ist trotz der vermeintlichen Heldengeschichten betont unheroisch. Auf der Rückseite des Buches steht als Motto „Sie sind nicht hip, sie sind nicht cool, sie sind aus dem Osten und sie geben sich Mühe.“

## Rezeption
Der Roman wurde von der Kritik überwiegend positiv aufgenommen. Gelobt wurde von Meike Schnitzler in der Brigitte wie „drei Generationen der Schönes tragikomisch durch die Nachwendezeit schlingern“. Während Alexander U. Mertens im FOCUS „die Fäden der Handlung dramaturgisch geschickt und spannend“ geknüpft nennt, bemängelt der Rezensent des Neuen Deutschlands, dass die „einzelnen Geschichten und Episoden... wie durch die Löcher eines Siebes“ fallen.
Paul Schulz wiederum resümiert in der Siegessäule: „Ein dickes, wunderbares, verschnörkeltes Buch über den Osten, wie er war und in den letzten hundert Jahren geworden ist.“

## Ausgaben
- Hardcover, C.Bertelsmann München, 2006, ISBN 978-3442468645
- Taschenbuch, Goldmann, 2009